# Штефанија Милошев
Штефанија Милошев (17. новембар 1921 — Суботица, 1. новембар 2014) била је југословенска и српска одбојкашица и репрезентативка.
Била је члан прве поставе одбојакшке репрезентације Југославије која је освојила прву међународну медаљу за југословенску одбојку, бронзу на Европском првенству у Паризу 1951. На Балканским првенствима са репрезентацијом Југославије освојила је златну медаљу у Тирани 1947, сребрну 1946. у Букурешту и бронзану 1948. у Софији.
Преминула је у 93. години и сахрањена је на Православном гробљу код Дудове шуме у Суботици.